# کشمکش چندجانبه
کشمکش چندجانبه (انگلیسی: The Battle Royal) یک فیلم کمدی صامت کوتاه به کارگردانی ویلارد لوئیس است که در سال ۱۹۱۶ منتشر شد. از بازیگران این فیلم می‌توان به اولیور هاردی، السی مک‌کلاد، بیلی روژ و بیلی بلچر اشاره کرد.